# M-607 (Spanje)

De M-607

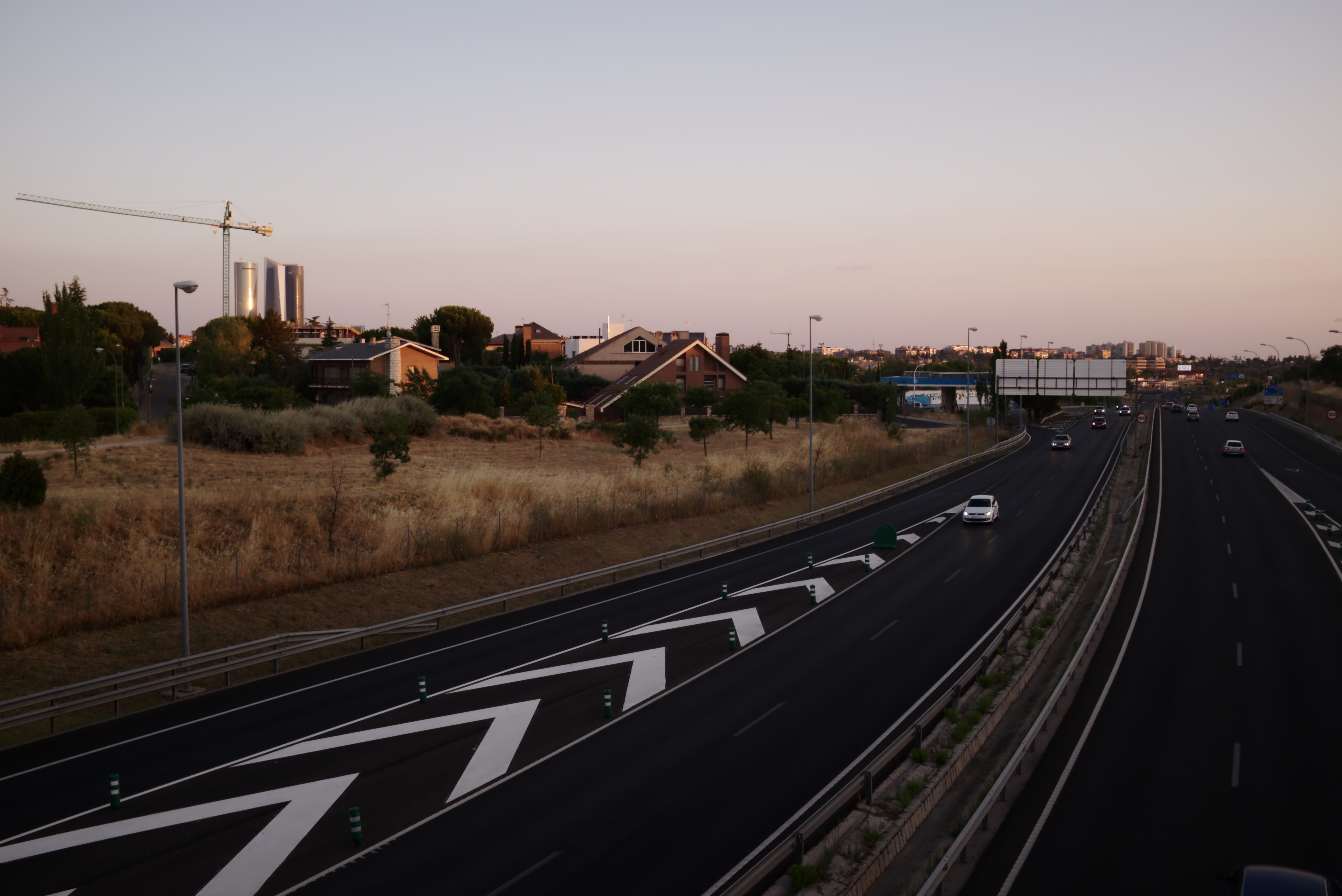
De M-607

De M-607 is een (gedeeltelijke) autovía in Madrid met een lengte van 26,7 kilometer. De snelweg verbindt de M-30 in Fuencarral de Odón met Navacerrada.